# Vuelo 1086 de Delta Air Lines
El vuelo 1086 de Delta Air Lines era un vuelo de pasajeros doméstico programado Delta Air Lines entre Atlanta y el aeropuerto LaGuardia de Nueva York. El 5 de marzo de 2015, el McDonnell Douglas MD-88 que operaba el vuelo se salió de la pista poco después de aterrizar en el aeropuerto LaGuardia de la ciudad de Nueva York. El avión golpeó la valla perimetral, deslizándose a lo largo de aproximadamente 940 pies (286,5 m) antes de detenerse con la nariz de la aeronave colgando. No hubo víctimas mortales, aunque 24 personas sufrieron heridas leves. La aeronave resultó gravemente dañada y fue sacada del servicio.
El informe final de la Junta Nacional de Seguridad en el Transporte encontró que la causa probable del accidente fue la «incapacidad del piloto para mantener el control direccional del avión debido a su aplicación de un empuje inverso excesivo, lo que degradó la efectividad del timón para controlar el rumbo del avión».

## Aeronave y tripulación

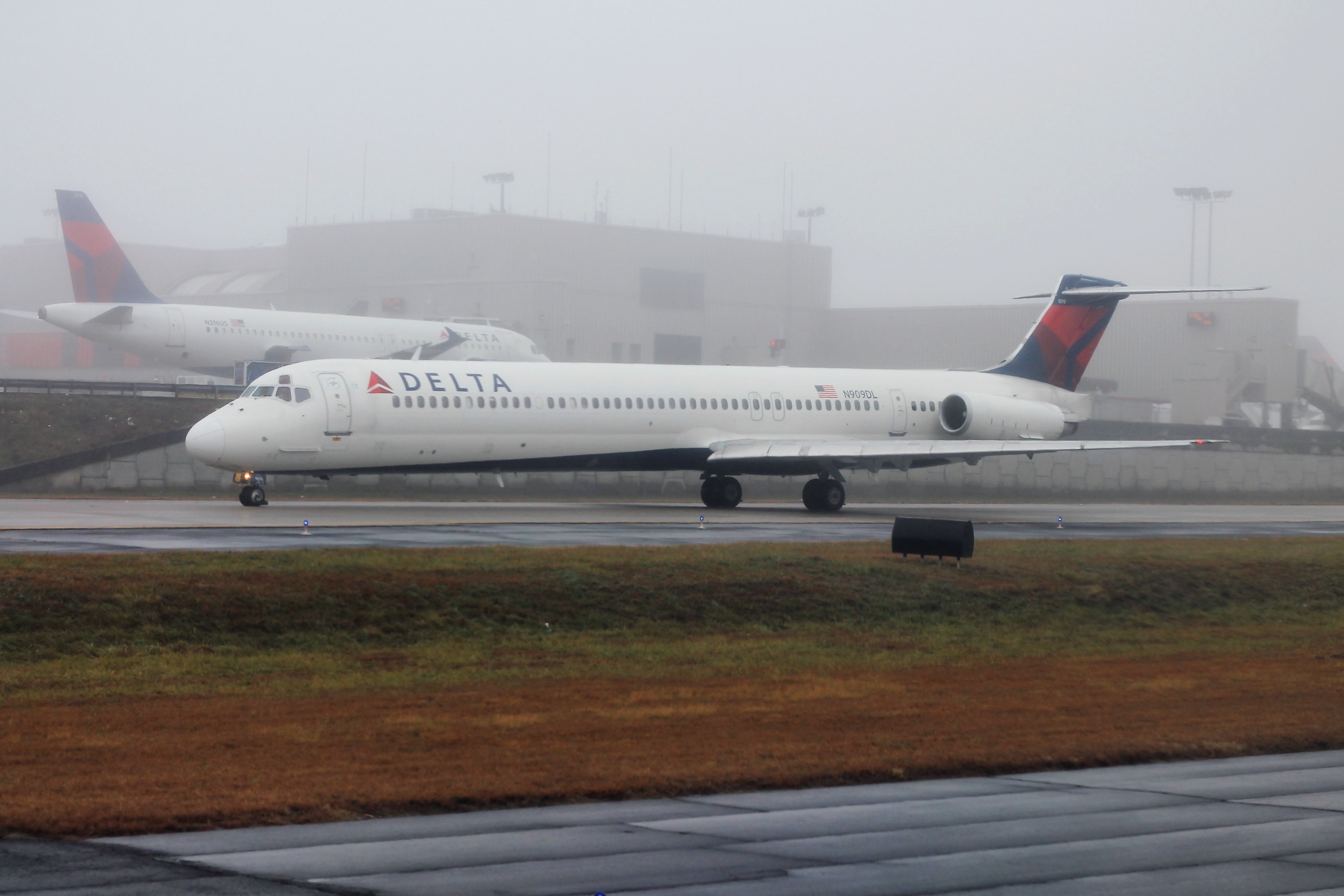
N909DL, el MD-88 involucrado en el accidente, fotografiado en enero de 2015, dos meses antes del accidente.

La aeronave involucrada era un McDonnell Douglas MD-88, con registro N909DL, número de serie 49540, fabricado en julio de 1987 y entregado nuevo a Delta Air Lines el 30 de diciembre de 1987. Había acumulado 71.196 horas de vuelo totales y 54.865 ciclos de vuelo totales antes del accidente. Fue propiedad de Delta y fue operado por Delta desde que la aeronave se puso en servicio.
En los seis meses anteriores al accidente, se completaron controles de mantenimiento programados regularmente de 600 horas de vuelo, 2200 horas de vuelo y 760 días, todos sin discrepancias.  La última revisión importante de mantenimiento de la aeronave fue el 22 de septiembre de 2014 en Jacksonville, Florida e incluyó, entre otras cosas, pruebas de los sistemas de freno automático, antideslizante y spoiler automático. La última verificación del servicio nocturno de la aeronave se completó el 2 de marzo de 2015 en Tampa, Florida.
El capitán era Theodore W. Lauer, de 56 años, un ex piloto de la Fuerza Aérea de los Estados Unidos (1980-1989) que se había unido a Delta en agosto de 1989. Tenía 15.200 horas de vuelo, incluidas 11.000 horas en el MD-88 y MD-90.
El primer oficial era David W. Phillips, de 46 años, que había estado con Delta desde 2007 y había registrado 11.000 horas de vuelo, con 3.000 de ellas en el MD-88 y MD-90. Anteriormente se desempeñó como piloto de la Marina de los Estados Unidos de 1991 a 2012.  Los miembros de la tripulación de vuelo no fueron identificados públicamente.

## Vuelo
El vuelo 1086 despegó del Aeropuerto Internacional Hartsfield-Jackson de Atlanta a las 8:45 a. m. EST, y estaba programado para aterrizar en el Aeropuerto LaGuardia a las 10:48 a. m. El aeropuerto LaGuardia estaba bajo condiciones de nieve cayendo y niebla helada en el momento de la llegada, y el capitán supuestamente les dijo a los pasajeros que los problemas climáticos podrían causar un retraso. Otro MD-88 de Delta Air Lines había aterrizado en la pista 13 unos tres minutos antes del vuelo 1086. Los pilotos de este vuelo anterior confirmaron que los controladores de tránsito aéreo transmitieron los informes de acción de frenado a la tripulación de vuelo del Delta 1086; Estos informes se basaron en los informes de los pilotos de otros dos vuelos que aterrizaron varios minutos antes del vuelo 1086. Ambos vuelos anteriores habían informado que la acción de frenado en la pista era «buena». Las declaraciones de los pilotos a la NTSB después del accidente revelaron que la pista parecía toda blanca (cubierta de nieve) cuando el avión descendió del cielo cubierto, segundos antes de aterrizar.

## Accidente

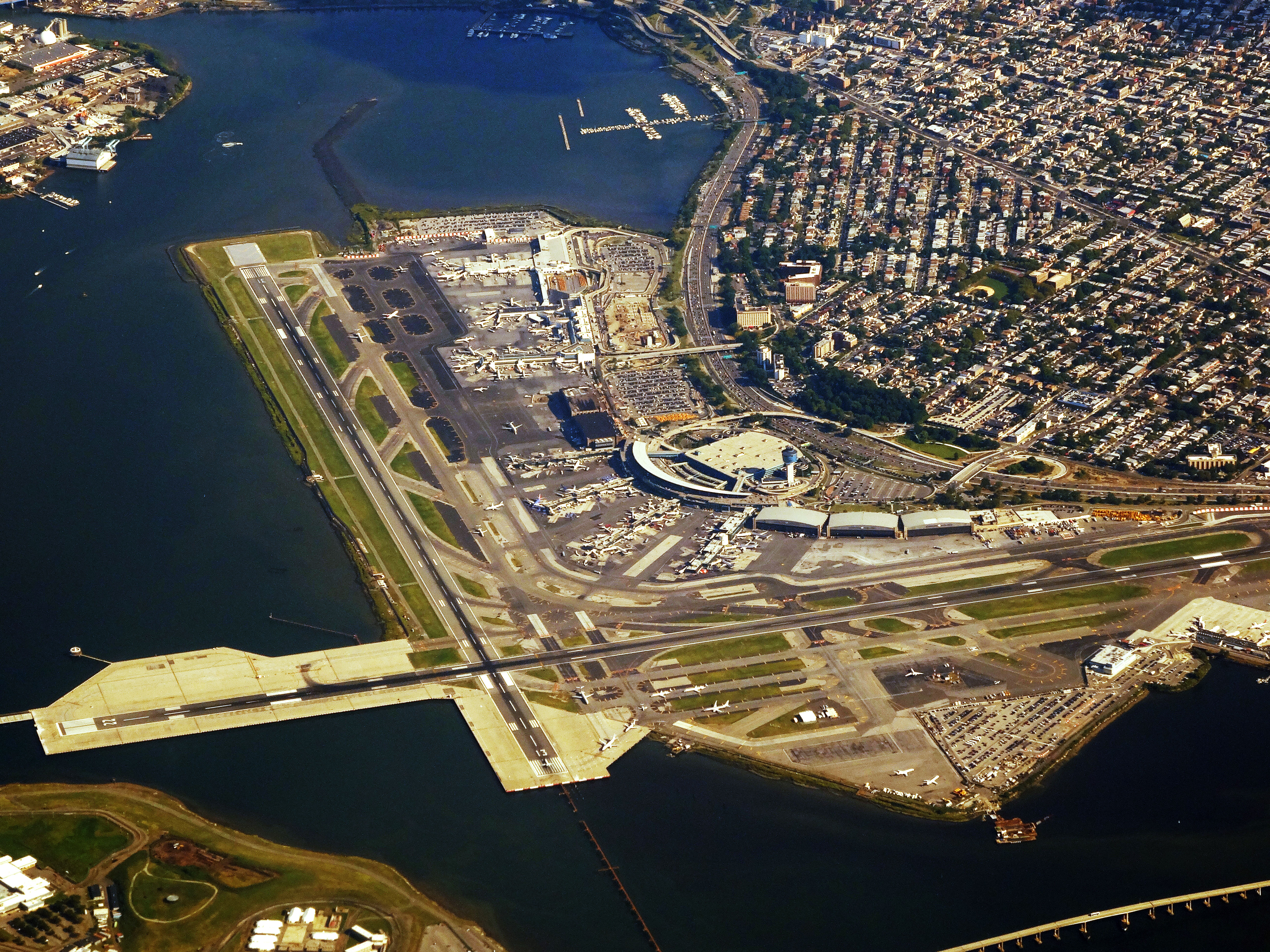
Aeropuerto LaGuardia. La pista 13 comienza en la parte inferior central de la foto y se extiende hacia la parte superior izquierda.

La aeronave se acercaba a la pista 13 para aterrizar en lo que parecía ser una aproximación final normal. La aeronave se alineó con la línea central de la pista, y el piloto automático permaneció activado hasta que la aeronave estuvo a unos 230 pies (70,1 m) sobre el nivel del suelo, y la velocidad aérea durante la aproximación final fue de unos 140 nudos (259 kh) y 133 nudos (246 kh) en el momento del aterrizaje. La aeronave aterrizó a las 11:02 a. m. con el tren de aterrizaje principal cerca de la línea central de la pista. El MD-88 se desvió al lado izquierdo de la pista poco después del aterrizaje, unos 3000 pies (914,4 m) desde el extremo de aproximación de la pista, en un rumbo aproximadamente a 10 grados a la izquierda del rumbo de la pista. El MD-88 patinó a la izquierda a través del aeródromo nevado hasta unos 4100 pies (1249,7 m) desde el extremo de aproximación de la pista, cuando la aeronave subió por la berma y el ala izquierda golpeó la valla perimetral del aeropuerto. Luego fue forzado a regresar a un rumbo paralelo a la pista 13, y continuó deslizándose en esta dirección por otros 900 pies (274,3 m) largo de la cerca perimetral, antes de detenerse a unos 5000 pies (1524,0 m) desde el extremo de aproximación de la pista 13, con la nariz de la aeronave colgando sobre la berma. El ala izquierda de la aeronave destruyó aproximadamente 940 pies (286,5 m) del cerco perimetral del aeropuerto.
La aeronave sufrió daños estructurales importantes. Hubo daños importantes en el borde de ataque del ala izquierda, los Slats, los flaps y los spoilers. El tanque de combustible del ala izquierda se rompió cerca del extremo exterior de las aletas exteriores. La cúpula delantera y el radar meteorológico sufrieron graves daños, y los daños en la parte inferior del fuselaje se extendieron desde la parte delantera de la aeronave hasta la puerta del pasajero delantero izquierdo. El pozo del tren de aterrizaje de nariz y la bahía principal de la electrónica también resultaron dañados. Posteriormente, Delta declaró que la aeronave había perdido el casco, lo que convirtió el accidente en la 37.ª pérdida del casco de un McDonnell Douglas MD-80.
La tripulación del avión logró una evacuación completa solo después de más de 17 minutos, mientras que la aeronave tenía una fuga de combustible. Veintitrés o veinticuatro pasajeros sufrieron heridas leves, pero todos los pasajeros lesionados habían sido enviados a sus casas desde el hospital el 9 de marzo de 2015.
El aeropuerto fue cerrado inmediatamente después del accidente aproximadamente a las 11:00 a. m. Las pistas se reabrieron a partir de las 2:30 pm. La pista 13 estuvo cerrada hasta las 10:30 a. m. de la mañana siguiente cuando los servicios de emergencia despejaron el lugar del accidente y la aeronave fue trasladada a un hangar.
Entre los pasajeros del vuelo se encontraba el exjugador de fútbol Larry Donnell.

## Investigación
El 6 de marzo de 2015, la NTSB informó que la grabadora de voz de la cabina de pilotaje se descargó con éxito, contenía dos horas de grabaciones de buena calidad y capturó todo el vuelo. Además, se examinó el registrador de datos de vuelo (un registrador basado en cinta de 25 horas) y se encontró que había capturado todo el vuelo y aproximadamente 50 parámetros de datos, incluyendo velocidad aérea, altitud, rumbo e información sobre motores y controles de vuelo, entre otros datos. Un meteorólogo de la NTSB examinó las condiciones climáticas en el momento del accidente para determinar si el clima fue un factor que contribuyó al accidente. La NTSB también analizó y desarrolló la transcripción de la grabadora de voz de la cabina.
Los investigadores de la NTSB examinaron y probaron los sistemas antideslizante, freno automático e inversor de empuje en la aeronave. El interruptor selector de freno automático en la cabina se encontró en la posición «máxima». La manija del cono de cola en la cabina principal se había accionado, presumiblemente con fines de evacuación, y el cono de cola trasero se había desprendido.
Las declaraciones iniciales dadas por los pilotos a la NTSB revelan una serie de factores que pueden haber contribuido al accidente. Los pilotos afirmaron que basaron su decisión de aterrizar en informes de acción de frenado de «buena», que recibieron del control de tráfico aéreo antes de aterrizar (según los informes dados por la aeronave que aterrizaba inmediatamente antes que ellos). Otro MD-88 de Delta aterrizó en la misma pista solo tres minutos antes del aterrizaje del vuelo del accidente. La pista les pareció »toda blanca» a los pilotos cuando salieron del cielo nublado, lo que indica que estaba cubierta de nieve. La investigación de la NTSB encontró que la limpieza de la nieve en la pista había tenido lugar más recientemente entre 20 y 25 minutos antes del accidente. Al aterrizar, los pilotos notaron que los spoilers automáticos no se desplegaron para ralentizar la aeronave como debían, pero el primer oficial los desplegó rápidamente de forma manual. Además, los frenos automáticos se establecieron en «máximo», pero los pilotos no sintieron ninguna desaceleración de los frenos de las ruedas. El capitán también informó que no pudo evitar que el avión se desviara hacia la izquierda.
Según la actualización de la investigación de la NTSB emitida el 2 de abril de 2015, los investigadores encontraron que los materiales operativos (manuales) del MD-88 de Delta contenían una guía que recomendaba que los pilotos limitaran la relación de presión del motor de empuje inverso (EPR) a 1.3 cuando aterrizaran en pistas «contaminadas», es decir, pistas con mayores niveles de riesgo relacionados con la desaceleración y el control direccional. Sin embargo, la investigación encontró que el EPR estaba en 1,9 a los seis segundos después del aterrizaje, según la lectura del registrador de datos de vuelo. La investigación también encontró que, al aterrizar, la presión de los frenos aumentó de manera consistente con la aplicación del freno automático.
Según un artículo del 9 de marzo de 2015 en The Wall Street Journal, «Los pilotos y los expertos en seguridad aérea saben desde hace mucho tiempo que cuando se despliegan los inversores de un MD-88, su timón o un gran panel de cola vertical destinado a ayudar a girar la nariz, a veces puede que no sea lo suficientemente potente como para controlar las desviaciones a la izquierda o la derecha del centro de las pistas».
El informe final de la NTSB encontró que la causa probable del accidente fue la «incapacidad del piloto para mantener el control direccional del avión debido a su aplicación de un empuje inverso excesivo, lo que degradó la efectividad del timón para controlar el rumbo del avión».

## Secuelas
El 28 de febrero de 2018, la Autoridad Portuaria de Nueva York y Nueva Jersey presentó una demanda contra Delta y el capitán Lauer, alegando que la negligencia estuvo involucrada en el accidente.